# Cichlasoma grammodes
Cichlasoma grammodes är en fiskart som beskrevs av Taylor och Miller, 1980. Cichlasoma grammodes ingår i släktet Cichlasoma och familjen Cichlidae. Inga underarter finns listade i Catalogue of Life.